# Blake Nelson
Blake Nelson (* 31. August 1965 in Chicago) ist ein US-amerikanischer Schriftsteller.
Blake Nelson verbrachte seine Kindheit und Jugend in Portland, Oregon. Heute lebt er mit seiner Frau in New York. Er studierte an der Wesleyan University in Connecticut und Moderne Europäische Geschichte an der New York University. Nelson ist der Autor zahlreicher Jugendbücher. Er schreibt auch für Zeitschriften wie die britische „Cosmopolitan“ und die „Männer Vogue“. Sein Roman Paranoid Park wurde von Gus van Sant verfilmt und wurde im Rahmen der Internationalen Filmfestspiele in Cannes 2007 mit dem Spezialpreis zum 60. Geburtstag des Festivals ausgezeichnet.

## Werke
- 1994: Cool Girl (Girl) (verfilmt unter gleichem Namen)
- 1997: Exile
- 2001: User
- 2003: The new Rules of High School
- 2005: Rock Star Superstar
- 2006: Prom Anonymous
- 2006: Emmaboy Tomgirl (Gender Blender)
- 2006: Paranoid Park (verfilmt unter gleichem Namen)
- 2007: They Came From Below
- 2009: Destroy All Cars
- 2011: Dream School